# The Castaways
The Castaways è un gruppo musicale frat/garage rock statunitense originario dalle città gemelle Minneapolis-Saint Paul nel Minnesota e formatosi nel 1962.
Sono famosi per il loro singolo Liar, Liar che ottenne un buon successo nel 1965 raggiungendo il 12º posto nella Hot 100 di Billboard, nel 1967 lo hanno interpretato nel film It's a Bikini World. Questo brano è stato inoltre utilizzato per varie colonne sonore tra cui: Good Morning, Vietnam, Lock & Stock - Pazzi scatenati ed inserito nella epocale raccolta sul garage rock statunitense prodotta nel 1972 da Lenny Kaye, Nuggets.
Il gruppo era composto da James Donna alle tastiere, Robert Folschow e Dick Roby alle chitarre, Roy Hensley al basso e Dennis Craswell alla batteria. Ha proseguito l'attività fino al 1968 per poi riunirsi all'inizio degli anni ottanta e proseguire l'attività fino ad ora senza però pubblicare nuovi lavori.

## Discografia

### Singoli
- 1965 - Liar, Liar/Sam (Soma Records)
- 1965 - Goodbye Babe/A Mans Gotta Be a Man (Soma Records)
- 1967 - She's a Girl in Love/Why This Should Happen to Me (Soma Records)
- 1967 - I Feel So Fine/Hit the Road (Soma Records)
- 1968 - Walking in Different Circles/Just On High (Soma Records)
- 1968 - Lavendar Popcorn/What Kind of Face (Soma Records)

### Album
- 1999 - Liar, Liar: The Best of Castaways (Plum Records)